# Amel Mujanic
Amel Mujanic, född 1 april 2001, är en svensk-bosnisk fotbollsspelare som spelar för Örgryte IS.

## Klubblagskarriär
Amel Mujanic är uppvuxen i Gullviksborg i Fosie i Malmö och inledde fotbollskarriären i BK Olympic. Men redan som nioåring lämnade han moderklubben för spel med Malmö FF. Där fick han göra sin A-lagsdebut i en träningsmatch mot FC Roskilde den 27 februari 2018.
Året därpå lyftes Mujanic upp i seniorlaget, då han i juli 2019 skrev på ett 1,5 år långt lärlingskontrakt med klubben. Under hösten fick han för första gången ta plats på bänken i Allsvenskan, men utan att få debutera. Året avslutades sedan med att han utsågs till bäste junior i Malmöfotbollen.
Tävlingsdebuten kom istället den 1 mars 2020, i mötet med FK Karlskrona i Svenska Cupen. Några månader därpå förlängde han sitt avtal med Malmö FF till den 31 december 2023. Dessförinnan hade han kopplats ihop med klubbar såsom engelska Everton, Leeds United, West Ham United, italienska Inter och franska Marseille.
Den 29 september 2020 lånades Mujanic ut till danska andradivisionslaget Hobro, dit lagkamraterna Anel Ahmedhodzic och Hugo Andersson tidigare lånats ut. Samma dag som övergången blev klar debuterade Mujanic för sin nya klubb, då han blev utsedd till matchens lirare i 2-1-segern mot Skive.
Den 12 augusti 2021 lånades Mujanic ut till Östers IF på ett låneavtal över resten av säsongen. Två dagar senare debuterade Mujanic i Superettan i en 2–1-förlust mot Jönköpings Södra, där han blev inbytt i den 66:e minuten mot Manasse Kusu.  I juni 2022 lånades Mujanic ut till cypriotiska APOEL.
I januari 2023 värvades Mujanic av Örgryte IS, där han skrev på ett treårskontrakt.

## Landslagskarriär
Amel Mujanic är tillgänglig för landslagsspel för både Sverige och Bosnien och Hercegovina.
I maj 2018 var Amel Mujanic en del av den svenska truppen i U17-EM, han hade dessförinnan spelat i fem av sex kvalmatcher. Väl i EM-slutspelet fick Mujanic hoppa in i samtliga fyra matcher när Sverige åkte ut mot Italien i kvartsfinalen.
Efter att ha gjort 12 U19- och 14 U17-landskamper blev Mujanic i november 2020 för första gången uttagen till U21-landslaget, då han kallades in som en sen ersättare till den avgörande EM-kvalmatchen mot Italien.

## Personligt
Båda hans föräldrar kommer från Bosnien och Hercegovina.
Hans barndomsidol var Zlatan Ibrahimović.

## Statistik
| Klubb              | Säsong             | Liga                   | Liga    | Liga | Nationell cup | Nationell cup | Övrigt  | Övrigt | Totalt  | Totalt |
| Klubb              | Säsong             | Division               | Matcher | Mål  | Matcher       | Mål           | Matcher | Mål    | Matcher | Mål    |
| ------------------ | ------------------ | ---------------------- | ------- | ---- | ------------- | ------------- | ------- | ------ | ------- | ------ |
| Malmö FF           | 2020               | Allsvenskan            | 0       | 0    | 1             | 0             | —       | —      | 1       | 0      |
| Hobro IK (lån)     | 2020/2021          | NordicBet Liga         | 16      | 0    | 1             | 0             | —       | —      | 17      | 0      |
| Östers IF (lån)    | 2021               | Superettan             | 7       | 1    | 0             | 0             | —       | —      | 7       | 1      |
| APOEL (lån)        | 2022/2023          | Cyperns förstadivision | 1       | 0    | 0             | 0             | —       | —      | 1       | 0      |
| Örgryte IS         | 2023               | Superettan             | 18      | 2    | 1             | 1             | 2       | 0      | 21      | 3      |
| Örgryte IS         | 2024               | Superettan             | 2       | 0    | 3             | 0             | —       | —      | 5       | 0      |
| Örgryte IS         | Totalt             | Totalt                 | 20      | 2    | 4             | 1             | 2       | 0      | 26      | 3      |
| Totalt i karriären | Totalt i karriären | Totalt i karriären     | 44      | 3    | 6             | 1             | 2       | 0      | 52      | 4      |

1. ↑  Nedflyttningskvalmatcher mot Nordic United.[16][17]